# Mehdi Məmmədov

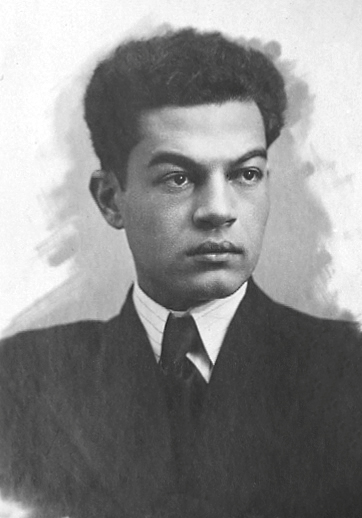
Mehdi Məmmədov

Mehdi Əsədulla oğlu Məmmədov (eingedeutscht Mehdi Mämmädow; * 22. Mai 1918 in Şuşa, Bergkarabach, Transkaukasische Demokratisch-Föderative Republik; † 28. Januar 1985 in Baku, Aserbaidschanische SSR, UdSSR) war ein aserbaidschanisch-sowjetischer Schauspieler, Theaterregisseur, Pädagoge und Publizist.

## Biographie
Məmmədov absolvierte 1936 ein Schauspiel-Studium an der Theaterhochschule von Baku (heute die Aserbaidschanische Staatliche Universität für Kultur und Kunst). 1941 schloss er die Regie-Fakultät des Staatlichen Instituts für Theaterkunst (heute Russische Akademie für Theaterkunst) in Moskau ab.
Nach dem Studium kehrte Məmmədov nach Aserbaidschan zurück und wurde 1941 Direktor und künstlerischer Leiter des Cəfər Cabbarlı Dramatheaters in Kirowabad (heute Gəncə). 1945 zog er nach Baku und war zunächst im Aserbaidschanischen Dramatischen Məşədi Əzizbəyov Theater als Regisseur (bis 1956), danach zwischen 1960 und 1963 als Chefregisseur tätig. In der Zwischenzeit (von 1956 bis 1960) arbeitete er als Chefregisseur im Aserbaidschanischen Dramatischen Mirzə-Fətəli-Axundov-Theater (heute das Aserbaidschanische Nationale Akademische Dramatische Theater).
1978 wechselte Məmmədov als Regisseur zum Russischen Dramatischen Səməd-Vurğun-Theater (heute das Akademische Russische Dramatheater).
Seit 1946 unterrichtete Məmmədov in der Staatlichen Universität für Kultur und Kunst. Von 1963 bis 1970 war er auch als Pädagoge an der Staatlichen Universität Baku tätig. Im Laufe seiner künstlerischen Laufbahn schrieb er mehrere Abhandlungen über Kunsttheorie und Ästhetik.
Von 1971 bis 1976 leitete Məmmədov den Verband der Theaterpersönlichkeiten Aserbaidschans. 1974 wurde ihm der Titel Volkskünstler der UdSSR verliehen.

## Privates
Aus insgesamt drei Ehen von Məmmədov stammen vier Söhne. Er war unter anderem mit den Schauspielerinnen und Volkskünstlerinnen Aserbaidschans Barat Şəkinskaya und Şəfiqə Məmmədova verheiratet.